# リトラル県 (赤道ギニア)
リトラル県（リトラルけん、スペイン語: Provincia Litoral、「沿岸県」の意）は赤道ギニアの県。リオ・ムニ西部に位置する。ギニア湾に面する海岸線を持つ。東を中南部県と州境を接し、南をガボンと、北をカメルーンと国境を接する。大陸部の他、エロベイ諸島、ガボンとの領有権争いを抱えるコリスコ島も含まれる。面積6,665km2、人口298,414人（2001年調査）。県都はバタ。

## 隣接州
- 南部州 (カメルーン)
- 中南部県
- エスチュエール州